# Hvalba
Hvalba település Feröer Suðuroy nevű szigetén. Közigazgatásilag Hvalba községhez tartozik.

## Földrajz
A település Suðuroy északkeleti részén, a Hvalbiarfjørður végénél fekszik.

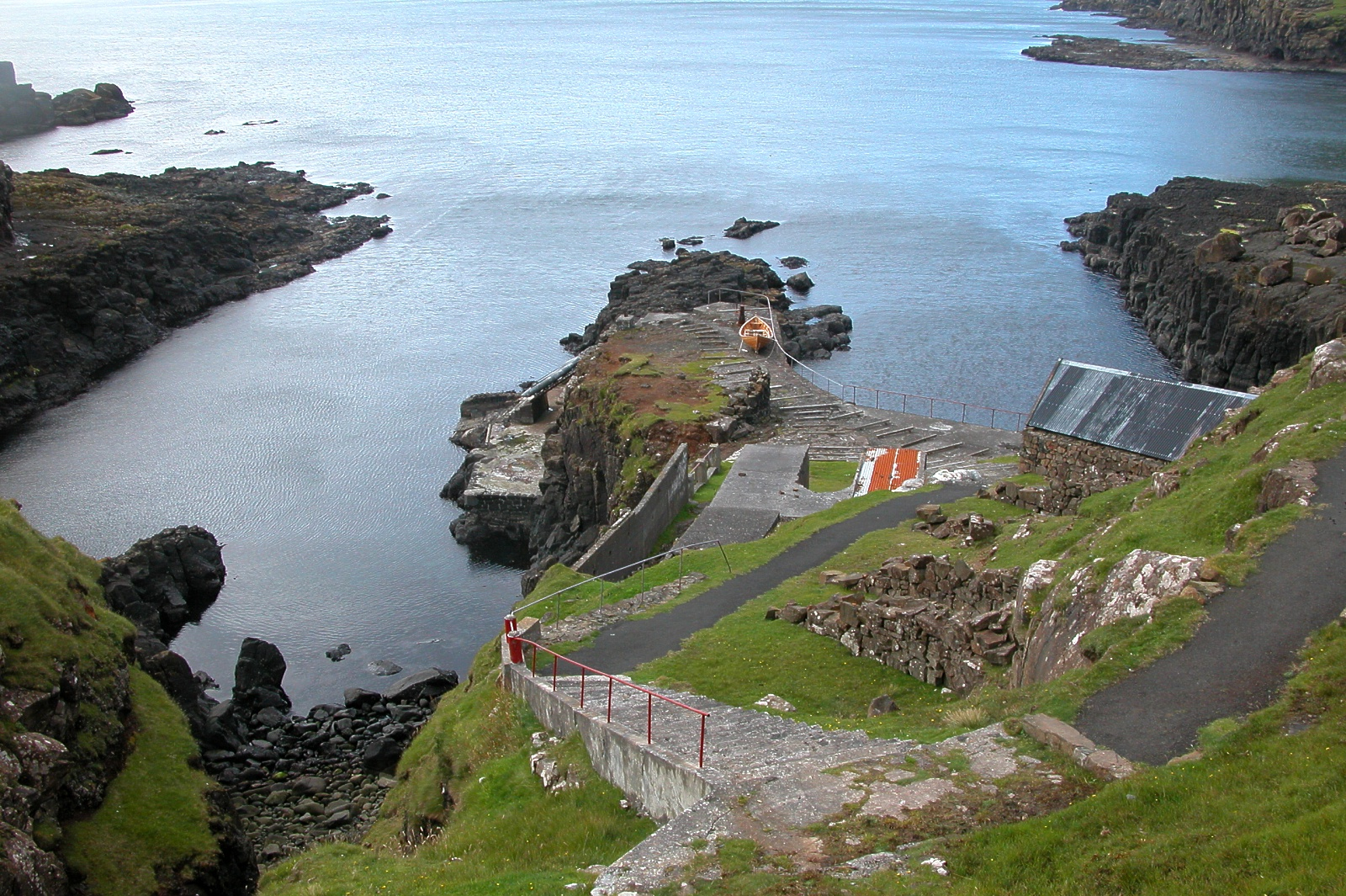
A nyugati kikötő

Bár a település a keleti parton fekszik, a fjord olyan mélyen benyúlik a szárazföldbe, hogy a nyugati part sincs messze. Ott is van egy kikötőhely, ami lehetővé teszi, hogy a halászhajók mindkét irányba elindulhassanak. Hvalba gyönyörű falu, és a nyugati part természeti környezete is megér egy látogatást.

## Történelem
A falu a viking honfoglalás idejéből származik.
Suðuroy más településeihez hasonlóan Hvalbát is érték kalóztámadások a 17. században. 1629-ben három észak-afrikai hajó támadt a falura. Miután elhagyták a szigetet, kettő közülük hajótörést szenvedett a sziklákon. A hagyomány szerint a hullámverés háromszáz holttestet sodort partra. A part mentén van egy Turkargravir nevű hely, ahol eltemették őket. A kalózok harminc gyereket és nőt vittek magukkal, hogy eladják őket rabszolgának Észak-Afrikában. Feröeren gyűjtést szerveztek a kiváltásukra, de ez végül nem sikerült, és soha többé nem tértek vissza a szigetekre.

## Népesség
| Év              | Lakosság |
| --------------- | -------- |
| 1986. január 1. | 716      |
| 1991. január 1. | 711      |
| 1996. január 1. | 658      |
| 2001. január 1. | 639      |
| 2006. január 1. | 649      |

## Gazdaság

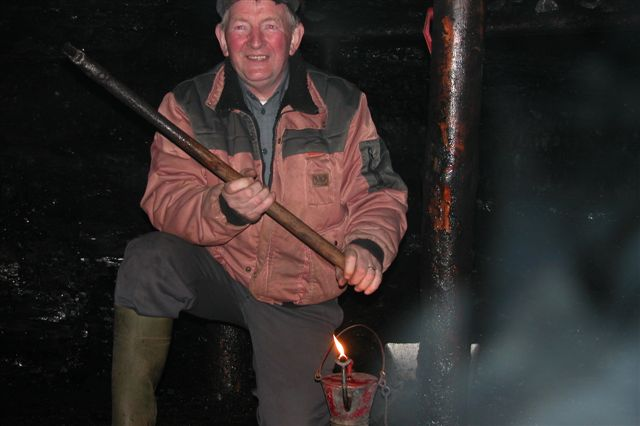
Hvalbai szénbánya

A déli alagút körüli hegyekben az 1770-es évektől kezdve barnaszenet bányásztak mély és nehezen hozzáférhető tárnákból, ami a második világháború végéig fontos energiaforrása volt a szigeteknek. Néhány bányász még mindig dolgozik a bányákban.

## Közlekedés
Szomszédaival két alagút köti össze a települést: az 1450 m hosszú Hvalbiartunnilin (Feröer legrégebbi, 1963-ban épült alagútja) déli irányban Trongisvágur és Tvøroyri, az 1500 m-es Sandvíkartunnilin északi irányban Sandvík felé teremt kapcsolatot.
A 701-es busz észak felé Sandvík, dél felé Tvøroyri és Fámjin irányába közlekedik.
A településen található egy Statoil benzinkút.

## Sport
Hvalba labdarúgócsapata a Bóltfelagið Royn.